# Никулинское сельское поселение (Тверская область)
Никулинское се́льское поселе́ние — упразднённое муниципальное образование в составе Калининского района Тверской области, существовавшее в 2005—2023 годах.
Центр поселения — деревня Никулино.

## Географические данные
- Общая площадь: 147,4 км².
- Нахождение: центральная часть Калининского района, к юго-западу от города Тверь.
  - Граничит:
    - на северо-востоке — с городом Тверь,
    - на востоке — с Бурашевским СП,
    - на юго-востоке — с Верхневолжским СП,
    - на юго-западе — с Красногорским СП,
    - на северо-западе — с Заволжским СП.

Главные реки — Волга (по северо-западной границе), Тьмака.
Западную часть поселения занимает полигон, известный под названием Путиловские лагеря.

### Транспорт
Поселение пересекают: автомагистраль «Москва — Санкт-Петербург» (Тверская окружная дорога), автодорога «Тверь — Ржев» (Старицкое шоссе) и «Тверь—Лотошино—Шаховская—Уваровка» (Волоколамское шоссе).

## История
С образованием Тверской губернии территория поселения входила в Тверской уезд (в середине XIX-начале XX века деревни поселения относились к Никулинской волости). В 1929 году Тверская губерния ликвидирована и территория поселения вошла в Тверской (с 1931 — Калининский) район Московской области. С 1935 Калининский район относится к Калининской области (с 1990 — Тверской).
Никулинское сельское поселение образовано в 2005 году, включило в себя территорию Никулинского сельского округа.
Законом Тверской области от 26.05.2023 № 25-ЗО муниципальное образование было упразднено с включением всех населённых пунктов в состав Калининского муниципального округа.

## Экономика
Колхозы «Тверь» и «Даниловское».

## Население
На 01.01.2008 — 4250 человек.

## Населенные пункты
На территории поселения находятся следующие населённые пункты:
| №  | Тип нп | Название         | Население (2008 год) |
| -- | ------ | ---------------- | -------------------- |
| 1  | дер.   | Никулино         | 867                  |
| 2  | дер.   | Андрейково       | 6                    |
| 3  | дер.   | Брусилово        | 40                   |
| 4  | дер.   | Глинково         | 65                   |
| 5  | дер.   | Даниловское      | 472                  |
| 6  | дер.   | Калиново         | 21                   |
| 7  | дер.   | Красново         | 20                   |
| 8  | дер.   | Кривцово         | 157                  |
| 9  | дер.   | Курово           | 45                   |
| 10 | н.п.   | Кустова Сторожка | 0                    |
| 11 | дер.   | Лебедево         | 171                  |
| 12 | дер.   | Мозжарино        | 30                   |
| 13 | дер.   | Мотавино         | 66                   |
| 14 | дер.   | Напрудное        | 21                   |
| 15 | село   | Никольское       | 1497                 |
| 16 | дер.   | Опарино          | 42                   |
| 17 | дер.   | Палкино          | 88                   |
| 18 | дер.   | Прудище          | 28                   |
| 19 | дер.   | Раслово          | 41                   |
| 20 | дер.   | Рябеево          | 11                   |
| 21 | дер.   | Спичево          | 43                   |
| 22 | дер.   | Трояново         | 518                  |
| 23 | дер.   | Шигалово         | 1                    |

На территории поселения находятся 29 садоводческих товариществ.